# Махмудбеков, Шамиль Фарамаз оглы
Шамиль Фарамаз оглы Махмудбеков (азерб. Şamil Fəraməz oğlu Mahmudbəyov; 5 декабря 1924, Нахичевань — 20 мая 1997, Баку) — советский и азербайджанский киноактёр, кинорежиссёр и сценарист, заслуженный деятель искусств Азербайджанской ССР (1976), лауреат Государственной премии Азербайджанской ССР (1969).

## Биография
Шамиль Фарамаз оглы Махмудбеков родился 5 декабря 1924 года в городе Нахичевань. В 1954 году окончил Всесоюзный государственный институт кинематографии. Его отец — Фарамаз Махмудбеков, мать — Шовкет Кязымбекова, дочь Алиашраф бека из Эривани, представители известных азербайджанских родов. Первым браком Шовкет-ханум была замужем за Мир Гидаятом Сеидовым, видным мусаватистом, членом Закавказского сейма и Азербайджанского национального совета, скончавшимся в 1919 году. 
Шамиль Махмудбеков с 1955 года работал на киностудии «Азербайджанфильм». С 1969 года был членом КПСС.
Махмудбеков является режиссёром ряда документальных, краткометражных и полнометражных художественных фильмов, в число которых входят «Ромео, мой сосед» (1963), «Чернушка» (1963), «Земля, море, огонь, небо» (1967), «Хлеб поровну» (1969), «Жизнь испытывает нас» (1971), «Дервиш взрывает Париж» (1976; совместно с Камилем Рустамбековым), «Прилетала сова» (1978), «В огне» (1978) и др.
В 1969 году Шамиль Махмудбеков был удостоен Государственной премии Азербайджанской ССР, а в 1976 году — звания заслуженного деятеля искусств Азербайджанской ССР.
Помимо режиссёрской работы Махмудбеков играл и в художественных фильмах. Так, в фильме «Непокорённый батальон» (1965) Махмудбеков сыграл роль гачага Алимардана, а в 1993 году сыграл роль армянского врача Самвела в фильме Джейхуна Мирзоева «Крик».
Скончался Шамиль Махмудбеков 20 мая 1997 года в Баку.

## Фильмография

### Актёрские работы
- 1965 — Непокорённый батальон — Алимардан
- 1993 — Крик — Самвел, армянский врач
- 1995 — Француз — Дядя

### Режиссёрские работы
- 1963 — Ромео, мой сосед
- 1966 — Чернушка
- 1967 — Земля, море, огонь, небо
- 1969 — Хлеб поровну
- 1972 — Возвращение скрипки
- 1972 — Жизнь испытывает нас
- 1975 — Четыре воскресенья
- 1976 — Дервиш взрывает Париж (совместно с Кямилем Рустамбековым)
- 1978 — Прилетала сова
- 1979 — Оазис в огне
- 1984 — Воспоминание о гранатовом дереве

### Сценарные работы
- 1975 — Четыре воскресенья